# 武術

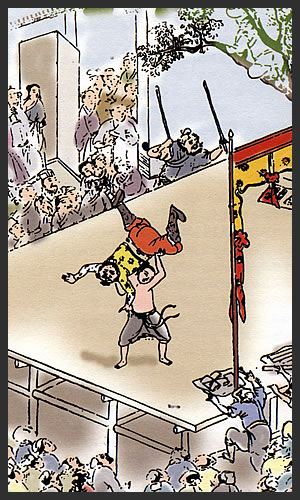
一名拳击手准备将对手从擂台中扔出去

武術，亦稱武藝,又稱搏擊术、格鬥术，是指以肢體或冷兵器、武器互相競技的技術。前者之內容為鍛鍊身體各部位以攻擊對手，種類分為踢打拿摔四大類；後者則以刀、槍、棍、劍、鞭、鏢、鎚、矛、鈀、弓等冷兵器為主。武術雖是互相格斗的技術，但學習武術除了作格鬥用外，學習的原因也可能是為了防衛、競技。現代武器（火炮、電子形式）廣泛運用後，冷兵器逐漸被淘汰，間接導致以冷兵器與肉體為武器的攻擊技術在戰場上式微。
武術一詞一般會直接聯想到東亞，不過世界許多地方都有其特別的武術。歐洲最早是在1550年開始使用倾向于武術现代意义的英文“martial arts”。1639年英國一本击剑的書也提到此一詞語，特別用來強調击剑的「科學和藝術」。

## 辭源

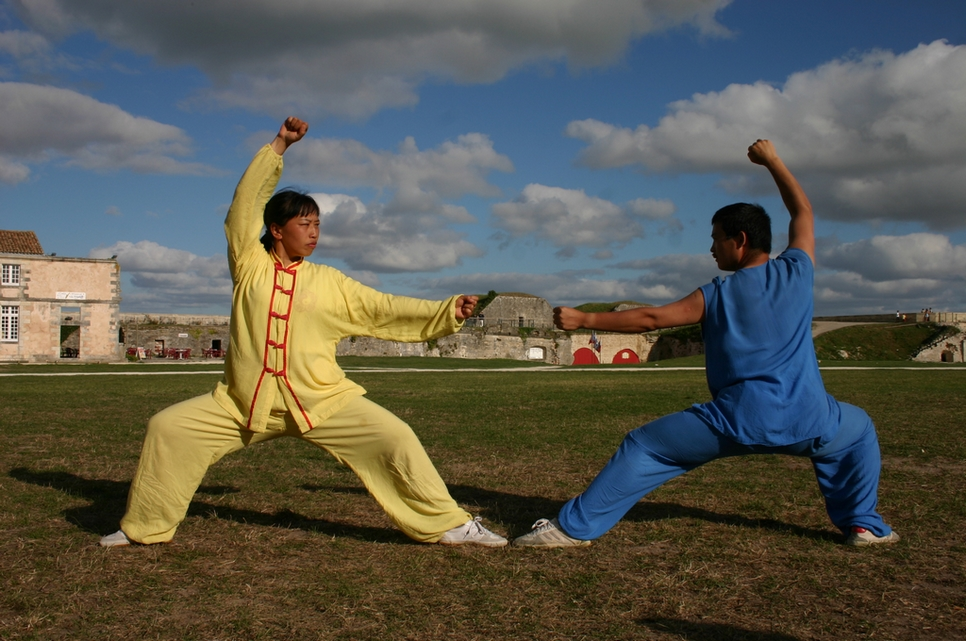

“武术”一词最初记载為负面的：南朝宋的太子舍人，颜延之（384～456）做了首四言诗《皇太子释奠会作》：“偃闭武术，阐扬文令。庶士倾风，万流仰镜。”意思是“废止武术，促进文学。使百姓佩服，大家仰慕好榜样。”但是此句中的“武术”应该是指“军事”。此词后来还有在明朝用。李渔的《闲情偶寄·种植部》：“自幼好武术。”也称功夫。
武术的英文martial arts是來自拉丁文，和羅馬神話中的戰神玛尔斯有關，意義為「玛尔斯的藝術」。

## 武術分類
古今中外發展出來的武術種類繁多，可以依以下不同的方式進行分類：
- 傳統武術及現化武術。
- 依起源地區可分為東方武術及西方武術（英语：Western Martial Arts）。
- 依是否使用兵器可分為有兵器的及徒手武術（英语：Hand-to-hand combat）。有兵器的還可以依使用兵器來分類，徒手或武術則可以依身體接觸方式分為（毆打（英语：Strike_(attack)）或是扭打（英语：Grappling）、站立型武術（英语：Stand-up fighting）（綜合搏擊Mixed Combat）及地面型武術（英语：ground fighting））還有騰空型武術（英语：flying fighting）。
- 依中國傳統分類：區分為內家拳及外家拳。

### 搏擊武術
徒手武術可以依身體接觸方式分為以下幾類：
- 打擊類：直接用手、腳或其他部位攻擊對手，目的在使對方受傷或是閉合性損傷
  - 拳打型：拳擊、詠春拳
  - 腳踢型：卡波耶拉、法國踢腿術、跆拳道、莫家拳
  - 綜合型：空手道、踢拳、泰拳、中國武術、截拳道、八極拳、散打、席拉、桑搏、以色列近身格鬥術、越武道

- 摔拿類：利用技巧，取得自己身體姿勢的優勢（如較高的位置），或使對方身體處於不利的位置（如摔出或受壓制）
  - 摔跤型：柔道、柔術、相撲、中國式摔跤、蒙古式摔跤、潘克拉辛、摔角、克拉術
  - 關節型：合氣道、希羅式角力
  - 固鎖型：角力、日耳曼擒拿術、擒拿術、防身術、逮捕

另外一種搏擊武術分類方式分為使用自己力量（譬如詠春拳、跆拳道、空手道等）或使用對方力量破壞對方肢體平衡（譬如太極拳、合氣道、柔道等）。換句話說前者是單純以速度及力量取勝，後者則講求正確身體力學及肢體平衡。
不過許多武術不一定完全是毆打型或是扭打型，可能兩種類型都有，只是某一方面的比重較重。有關以速度力量取勝及講求肢體平衡的分類也是如此。

### 兵器武術
兵器武術可以依武器打擊方式分為以下幾類：
- 兵器類：近身兵器型會使用許多不同的近身兵器，包括刀劍及穿刺型兵器等。這類武術包括擊劍、劍道、菲律賓劍棍術（英语：eskrima）、東南亞的席拉、印度的卡拉里帕亞特、沖繩古武道（英语：Okinawan kobudo）及古歐洲武術，尤其是德國文藝復興時的武術。中國武術中也有許多使用近身兵器的武術，例如八斬刀，關刀，中國戰刀等等。

遠距兵器型的武術主要是使用射箭。如日本的弓道及中國的射藝，其他遠距兵器包括手裏劍、袖箭、菜刀、流星鏢等。武術所提的兵器不包括需要火藥的熱兵器，兵器多半是靠人力投擲而運動，弓箭則是靠弓的張力而運動。

## 自衛、軍事及執法上應用武術

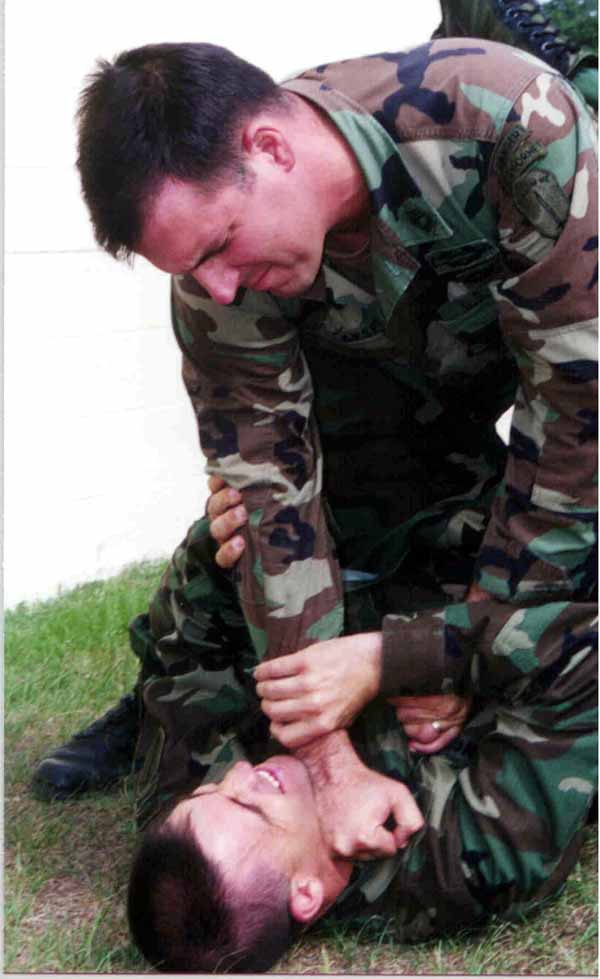
美国陆军戰鬥教練马特·拉森示範鎖喉

現代一些軍事訓練中已加入有關傳統武術的概念。例如像无瞄准射击需要靠肌肉記憶在許多不便瞄準的場合下用槍，也類似居合道快速拔刀還擊的情形。
在二次大戰時英國特別行動執行處雇用威廉·費爾貝恩及艾瑞克·賽克斯來教授英國、美國及加拿大特種部隊人員defendu（一種融合西方拳擊及日本摔跤術的武術）及手枪射击。雷克斯·阿普尔盖特的書《Kill or Get Killed》就是依照費爾貝恩及賽克斯教授的defendu。費爾貝恩的《Get Tough》及阿普尔盖特的《Kill or Get Killed》都是徒手戰鬥的經典作品。
傳統的徒手、用刀的技術仍常用在今天部隊的訓練上，例如歐洲的Unifight、马特·拉森發展的美国陆军的個人戰鬥系統、以色列國防軍的KAPAP及以色列近身格鬥術、美国海军陆战队的海軍陸戰隊武術計劃（MCMAP）。Fiore dei Liberi書中提到的無武裝的匕首防御以及在Codex Wallerstein中的有關概念在1942年已整合到美軍的訓練手冊中，現今的訓練系統除了沿襲以往的系統外，也受到其他傳統武術的影響，例如菲律賓劍棍術及南洋的席拉。
步槍上的刺刀起源自東方的長槍，刺槍術仍保留在多數國家的軍隊裡，也被美国陆军、美国海军陆战队及英國陸軍在戰爭中使用，像是伊拉克战争。
許多武術也用在警察人員的徒手訓練及執法，例如東京都的鎮暴警察會使用合氣道。

## 各國武術
世界上格斗技太多，以下只列出一小部份較為知名的武術

### 中国武術
中華民國、中華人民共和國：
- 關於作為一個體育項目的功夫武術，請見武術 (體育運動)

#### 現代化格鬥
- 散打
- 瘋狗拳（無限制格鬥）「註：中華人民共和國建國後唯一有擊殺紀錄的門派」（不被承認為中國功夫）[8]

#### 北方拳種
- 少林拳
- 太极拳
- 形意拳
- 八卦掌
- 八極拳
- 劈掛拳
- 馬氏通備
- 通臂拳
- 翻子拳
- 螳螂拳
- 三皇炮捶
- 潭腿
- 迷蹤拳
- 長拳
- 红拳
- 花拳
- 查拳
- 六合拳
- 岳家拳

#### 南方拳種
- 南少林
- 洪拳
- 白鶴拳
- 詠春拳
- 劉家拳
- 蔡家拳
- 李家拳
- 莫家拳
- 巫家拳
- 佛家拳／羅漢拳
- 蔡李佛拳
- 猴拳
- 虎拳
- 太祖拳
- 梅花拳
- 虎尊拳
- 俠家拳
- 白眉派
- 鷹爪功
- 柔功門
- 周家螳螂拳
- 龍形拳
- 地術犬法

#### 雲南
- 壮族拳法
  - 壮拳
- 傣族拳法
  - 傣族拳
- 苗族拳法
  - 蚩尤拳

#### 西藏
- 喇嘛派

#### 香港
- 截拳道
- 詠春

#### 台灣
臺灣的羅漢拳及太祖拳不同於福建、廣東地區流傳的羅漢拳、太祖拳。
- 流民拳，客家拳種。
- 宋江陣
- 八步螳螂拳，源於山東後因戰亂及文革失傳。
- 布雞拳
- 金鷹拳

白鶴拳在台灣又發展出五派系：
- 飛鶴拳
- 食鶴拳
- 宿鶴拳
- 鳴鶴拳
- 縱鶴拳

#### 中國摔跤（拳跤）
- 北京摔跤
- 天津摔跤
- 保定摔跤
- 山西摔跤

#### 兵器
中國武術兵器多樣且奇特，是中國武術發展中與其他國家最大的差異，其他兵器多簡稱＂其兵＂，亦有寫為＂奇兵＂，其使用上並無特定門派或是套路，即使不同門派，在使用上亦無太大差異更加凸顯此特點。包含一般生活工具，如：長凳、雨傘、扇子等，皆有編成套路以供演練，因過於瑣碎不特別列入。
- 雙鈎
- 三節棍
- 鐵鞭：屬硬鞭，使用時為一對，門神尉遲恭即使用此兵器。
- 鐵尺：空手道稱為"釵（sai）"，依外型另有人誤稱"三叉戟"，但三叉戟應為長柄，而鐵尺為短柄。
- 九節鞭：依節數另有七節鞭、十一節鞭、十三節鞭等，但以九節鞭為大宗，民間傳為其兵之首。
- 血滴子：見於清朝野史之籠型兵器，於擲出套住目標後，可伸出利刃取下首級，從未出現於正式記錄中，經探索頻道實驗考證，其實用性與成功性微乎其微。
- 大掃子：形似雙截棍，但一節為長棍，一截為短棍，與雙截棍皆為短棍不同。

### 俄羅斯
- 西斯特瑪（Systema）
- 桑搏（Sambo）
- 角力

### 法國
- 法國踢腿術
- 法國棍術（英语：Canne de combat）

### 英國
- 巴頓術
- 抓式摔跤（英语：Catch wrestling）
- 裸拳（英语：Bare-knuckle boxing）

### 以色列
- 以色列近身格鬥術

### 巴西
- 卡波耶拉（Capoeira）
- 巴西柔術（Brazilian Jiu-Jitsu）
- Vale tudo

### 美國
- 拳擊
- 摔角

### 蒙古
- 搏克：蒙古搏克是蒙古族传统的体育娱乐活动之一，草原上的人们把蒙古摔跤称作搏克（蒙语：结实、团结、持久的意思）。它是蒙族三大运动（摔跤、赛马、射箭）之首。男兒三藝”——賽馬、射箭、摔跤，蒙古语称为搏克，蒙古族的传统体育活动。摔跤手为搏克·巴依勒德呼。早在十三世纪时已经盛行于北方草原。既是体育活动，也是一种娱乐活动。所属在祭敖包和那达慕大会时进行。

### 日本
- 相撲
- 古武道/武芸十八般
- 柔術
  - 柔道，由嘉納治五郎於1882年改良自日本古武道柔術中的天神真楊流與起倒流而發展出來的一套運動，全名為講道館柔道；此外另還有一支不隸屬於講道館體系的高專柔道。
  - 合氣道，演變自大東流合氣柔術，20世紀初由植芝盛平所創。
- 空手道，日本吞併琉球（即現今的沖繩）之後，亦吸收唐手道的技術，揉合了自身日本武道的影響，成為現代的空手道。
- 日本劍術，實為使用日本刀的刀術，以斬劈為主。
  - 剑道
  - 居合道
  - 斬道
- 日本槍術
  - 銃劍道
    - 短劍道
- 薙刀術
  - 薙刀道
- 棒術
- 杖術
  - 杖道
- 弓術
  - 弓道
- 忍術
- 日本少林寺拳法

### 琉球
- 唐手，1609年，日本薩摩藩入侵琉球，將琉球變成其附庸國，並對琉球實行禁武政策。當地人為了反抗薩摩的壓迫，從中國人（唐人）處學習了中國拳法，並與當地的打鬥術琉球手相結合，形成了唐手。
- 那覇手
- 首里手
- 泊手

### 德國
- 日耳曼擒拿術（Kampfringen）
- 德國柔術（German Ju-Jutsu）
- 德意志長劍術（The German Longsword）

### 希臘
- 潘克拉辛
- 希羅式角力

### 柬埔寨
高棉武術，吳哥窟中的雕刻品和浮雕可以證明，堪稱是東南亞武術鼻祖。 
- 鬥獅拳(Bokator)據說是在吳哥時代軍隊近距離作戰系統使用。
- 高棉拳(Pradal Serey)傳統高棉自由搏擊，有些類似泰拳
- 高棉摔跤(Baok Chambab)在運動中兩個對手嘗試按住（控制）對方的背到地面。
- Kbach Kun Dambong Vèng, 古老的柬埔寨武術形式，包含使用長棍棒。

### 印度
有云：「天下武功出少林，少林功夫卻來自天竺」，相傳少林派的武功得自达摩老祖，可想而知印度的武術於很早以前已經有相當程度的發展。
- 卡拉里帕亞特（Kalaripayattu）已列為世界遺產
- 班卡普拉
- 印度式摔角

### 朝鮮半島
- 花郎道
- 跆跟
- 韓式摔跤
- 跆拳道
- 韓式合氣道，Hapkido與日本合氣道同樣是脫胎自大東流合氣柔術。
- 特攻武術 大韓民國特種部隊專用格鬥技

### 義大利
- 擊劍

### 泰國
- 泰拳Muay Thai
- 泰式刀棍術 KrabiKrabong

### 印度尼西亞
- 拳道

### 越南

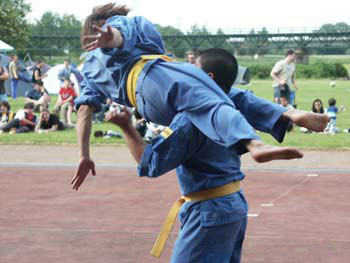
越南武術越武道剪腿

- 鎮暴操
- 越武道

### 緬甸
鼎(Thaing)在緬語語音中也能念作音相近的譯音"泰恩"。是緬甸當地對所有體系武術一詞的概稱，就如同華人世界所說的"武術"、"國術"或"功夫"等這些名詞，是同樣概念的一種稱呼。
- 緬甸拳(Lethwei)風格偏剛，姿態及動作手法非常形似於泰拳，打法比泰拳更加凶悍和野蠻，華人武術圈都俗稱為緬拳
- 斌道(Bando)風格偏柔，姿態及動作手法非常形似於中國拳法的緬甸古代傳統武術
- 拿斌(Naban)緬甸古傳摔跤術
- 賓謝(banshay)緬甸古傳兵器武術
- 閔辛(Minzin)緬甸古傳強體健身之術，不具戰鬥用途，用途定位很類似中國人的氣功或五禽戲那樣

### 菲律賓
- 菲律賓武術(Kali)：又稱為 Arnis、Eskrima 或 FMA，在華人地區也被稱為菲律賓魔杖，它包含了多種不同的武器使用技術與徒手格鬥的綜合性武術。在現代的菲律賓武術流派與系統中主要的武器訓練以短棍、匕首為主，菲律賓武術以有效地使敵人失去攻擊能力為目的，在訓練方面注重雙手的協調與靈活性。被美國、俄羅斯、菲律賓等國家的特種部隊列為訓練的項目之一。

### 馬來西亞
- 馬來武術

### 寮國
- 寮國拳

### 不丹
- 不丹摔跤

### 烏茲別克
- 克拉術（Kurash）

### 伊朗
- 英雄體育

### 尼泊尔
- 尼泊爾搏擊

### 武術競賽
- 終極格鬥錦標賽(UFC)
- 世界武搏運動會
- PRIDE格鬥錦標賽
- K-1
- Mixed Combat綜合搏擊(MCSF)
- Energy Fight(Mixed Combat)
- Karate Combat(空手道格鬥)Karate Combat was founded to elevate and promote the sport of karate worldwide by creating the first professional, full-contact league.
- PRIDE格鬥錦標賽

### 武术典籍
- 嘯旨
- 角力記
- 紀效新書
- 拳經
- 剑经
- 耕餘剩技/《國術四書》
- 武藝圖譜通志
- 武備志
- 正氣堂集
- 武編
- 陣紀
- 三才圖會
- 武經總要
- 少林拳术秘诀
- 手臂錄
- 學射錄
- 太極拳論
- 內家拳法
- 萇氏武技書
- 象形拳學
- 孫祿堂武學錄
- 中國武藝圖籍考